# Costantino il Grande (film)
Costantino il Grande è un film del 1961, diretto da Lionello De Felice.

## Trama
Tornato dalla Gallia, Costantino deve vedersela con il cognato Massenzio e il suocero Massimiano, che vogliono rubargli il potere.
Dopo aver ucciso Massimiano affronta Massenzio e la notte prima della battaglia sogna la croce che gli predice la vittoria contro il nemico.